# Tetracnemus maculipennis
Tetracnemus maculipennis är en stekelart som först beskrevs av De Santis 1964.  Tetracnemus maculipennis ingår i släktet Tetracnemus och familjen sköldlussteklar. Inga underarter finns listade i Catalogue of Life.